# Heidi Thomas
Heidi Thomas McGann, född 13 augusti 1962 i Garston i Liverpool, är en brittisk författare och manusförfattare.

## Biografi
Heidi Thomas studerade engelska vid Liverpool University. Hennes pjäser Shamrocks and Crocodiles och Indigo blev snabbt kända över hela Storbritannien och hon vann bland annat John Whiting Award för Sharocks and Crocodiles 1985. 
Thomas är gift med skådespelaren Stephen McGann, som spelar Dr Turner i Barnmorskan i East End, och de har en son tillsammans.

## TV och filmmanus i urval
- Madam Bovary, 2000, BBC
- I Capture the Castle, 2003, BBC
- Lilies, 2007, BBC
- Ballet Shoes, 2007, BBC
- Cranford, 2007, 2009, BBC
- Upstairs Downstairs (2010), BBC
- Barnmorskan i East End, BBC